# Calitri
Calitri es un municipio (en italiano, comune) situado en la provincia de Avellino, en Campania, Italia. Tiene una población estimada, a fines de agosto de 2022, de 4249 habitantes.
Limita con los municipios de Andretta, Aquilonia, Atella, Bisaccia, Cairano, Pescopagano, Rapone, Rionero in Vulture, y Ruvo del Monte.

## Historia
Las primeras pruebas de la presencia humana provienen del neolítico e incluyen algunas herramientas en sílex pulido conservadas en el Museo Irpino, en Avellino. 
El nombre es de origen incierto. Según una primera hipótesis, deriva de la antigua raíz mediterránea gal, que significa "fortaleza".

## Demografía
| Gráfica de evolución demográfica de Calitri entre 1861 y 2022 |
|                                                               |
| Fuente: ISTAT - Elaboración gráfica de Wikipedia              |